# Гривистый голубь
Гривистый голубь, или никобарский голубь (Caloenas nicobarica) — вид птиц семейства голубиных, единственный ныне живущий из рода гривистых голубей.

## Ареал
Гривистый голубь встречается на Никобарских и Андаманских островах, а также на небольших (преимущественно необитаемых) островах Индонезии, Мьянмы, Филиппин, Малайзии, Таиланда, и на восток вплоть до Новой Гвинеи и Соломоновых островов.
Голубь предпочитает небольшие, чаще всего необитаемые острова, где отсутствуют хищники. Живёт в джунглях.

## Описание вида
Гривистый голубь — птица с длиной тела около 40 см, самки немногим меньше, перья серого металлического цвета, шея и крылья — с радужным переливом с преобладанием зелёного или голубого оттенка. Окраска самок не такая яркая. На шее у птиц длинные заостренные перья, образующие ожерелье наподобие накидки. Ноги красные, крупные, напоминают куриные. Ведёт в основном наземный образ жизни, но при опасности взлетают на деревья. Летает довольно плохо. Питается голубь семенами и плодами растений, а также мелкими беспозвоночными.
После брачных игр происходит спаривание, обычно откладывается одно яйцо, белое с синеватым оттенком.

## Систематика
Гривистый голубь — последний ныне обитающий вид гривистых голубей. На островах Океании обнаружены субфоссильные остатки вида Caloenas canacorum. Другой родственный вид — также ныне вымерший ливерпульский голубь.
В 2002 году был проведён анализ последовательностей генов цитохрома b и 12S рРНК, на основании которого было определено, что гривистый голубь — ближайший родственник дронтов.

## Сохранение вида
Довольно широко распространена охота на гривистых голубей как для использования их в пищу, так и для продажи в качестве домашних животных. При этом происходит сокращение площади их естественной среды обитания из-за вырубки лесов под сельскохозяйственные территории, строительных работ и загрязнения окружающей среды. Несмотря на относительно широкое распространение данного вида в ряде мест, в долгосрочной перспективе увеличивается угроза его исчезновения. По этим причинам Международный союз охраны природы рассматривает гривистого голубя как вид, близкий к уязвимому положению.

## Галерея

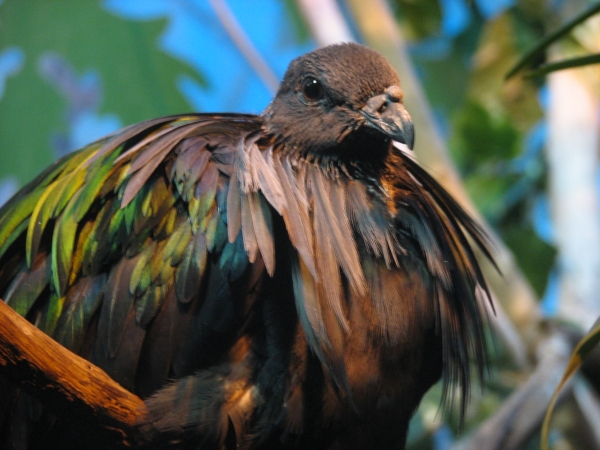
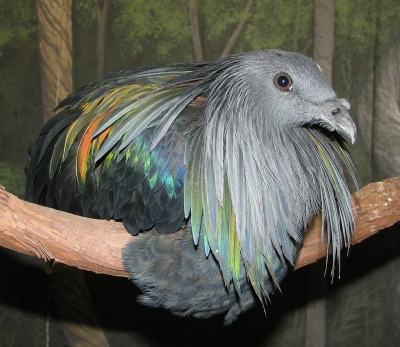
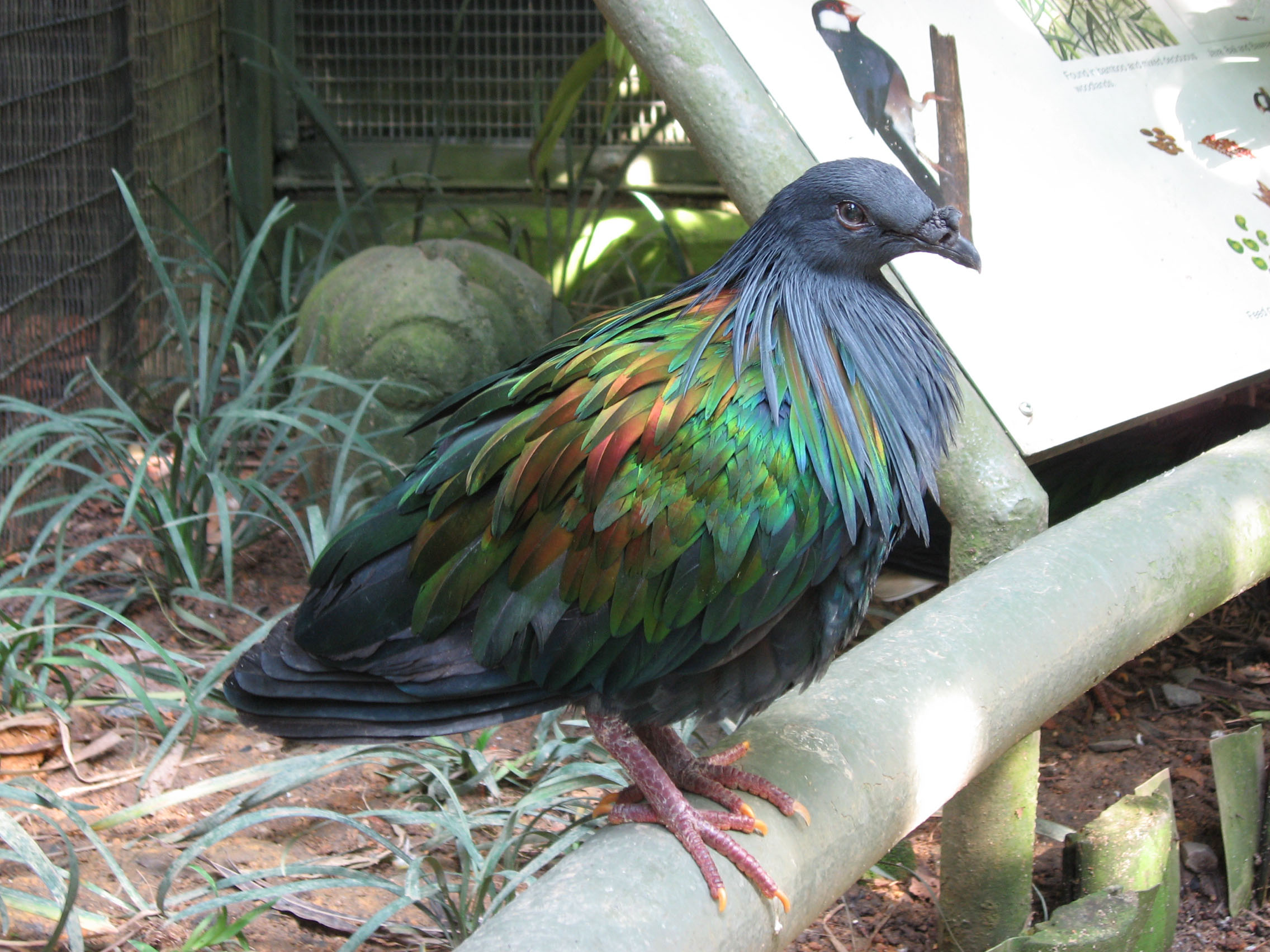
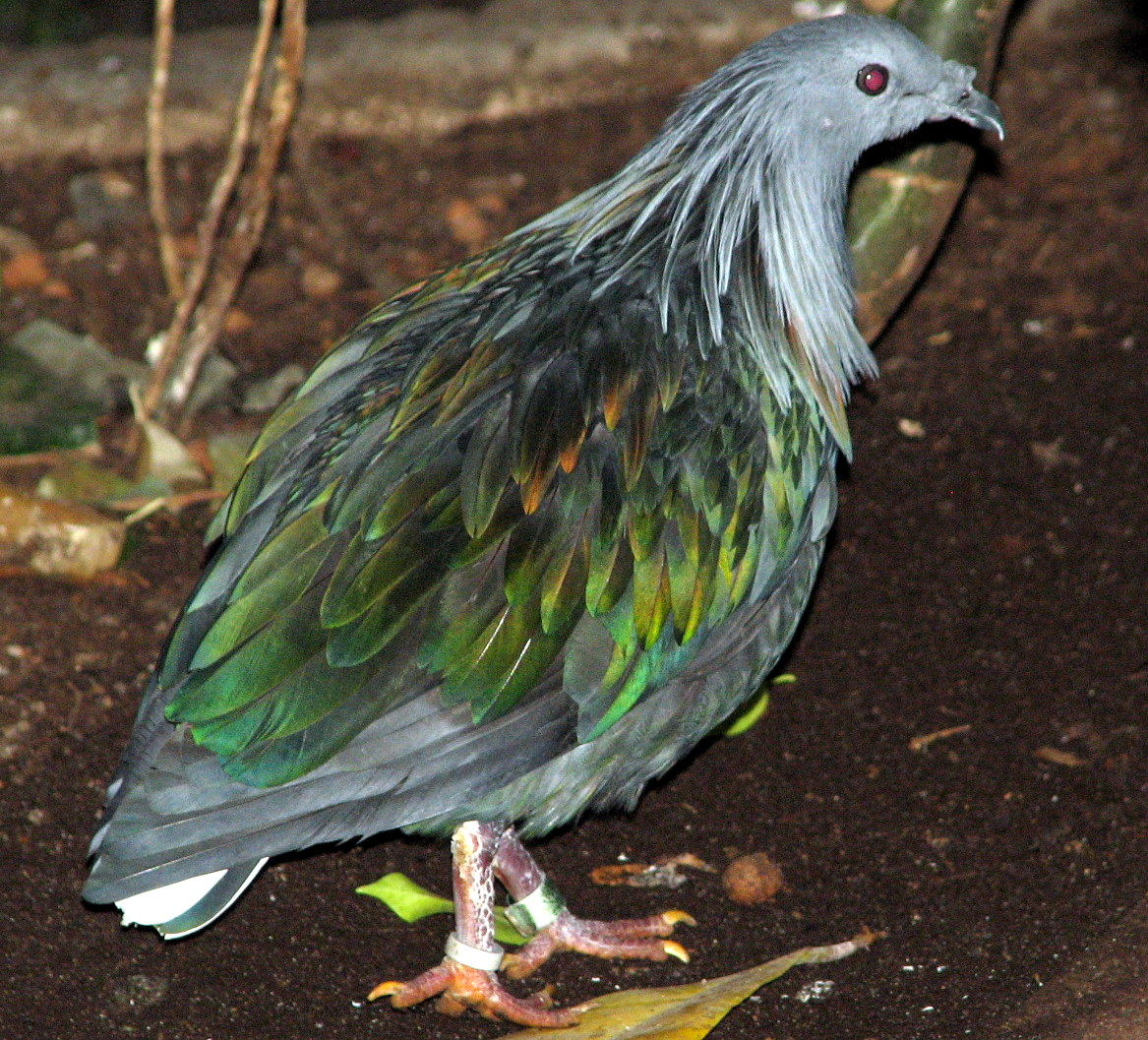
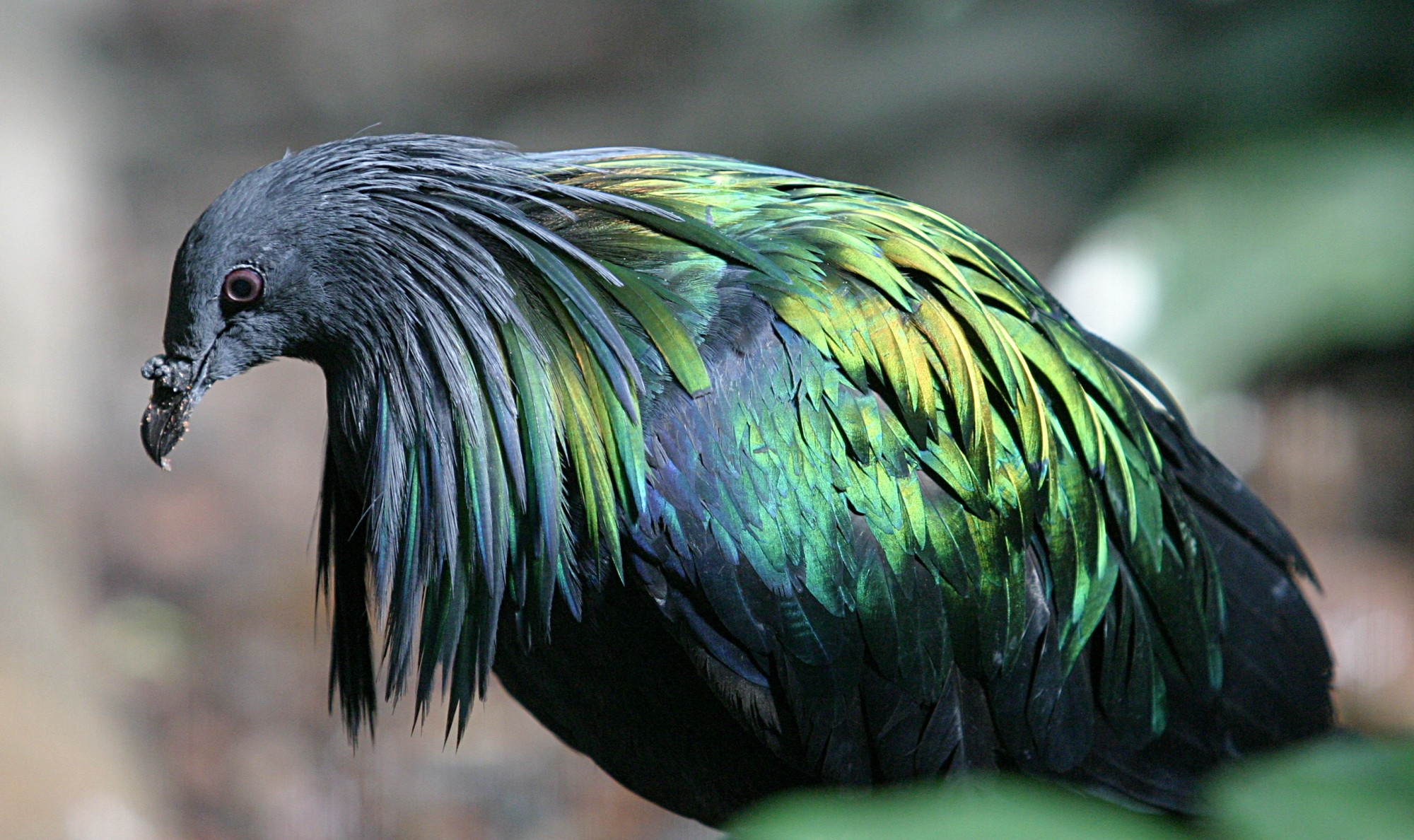
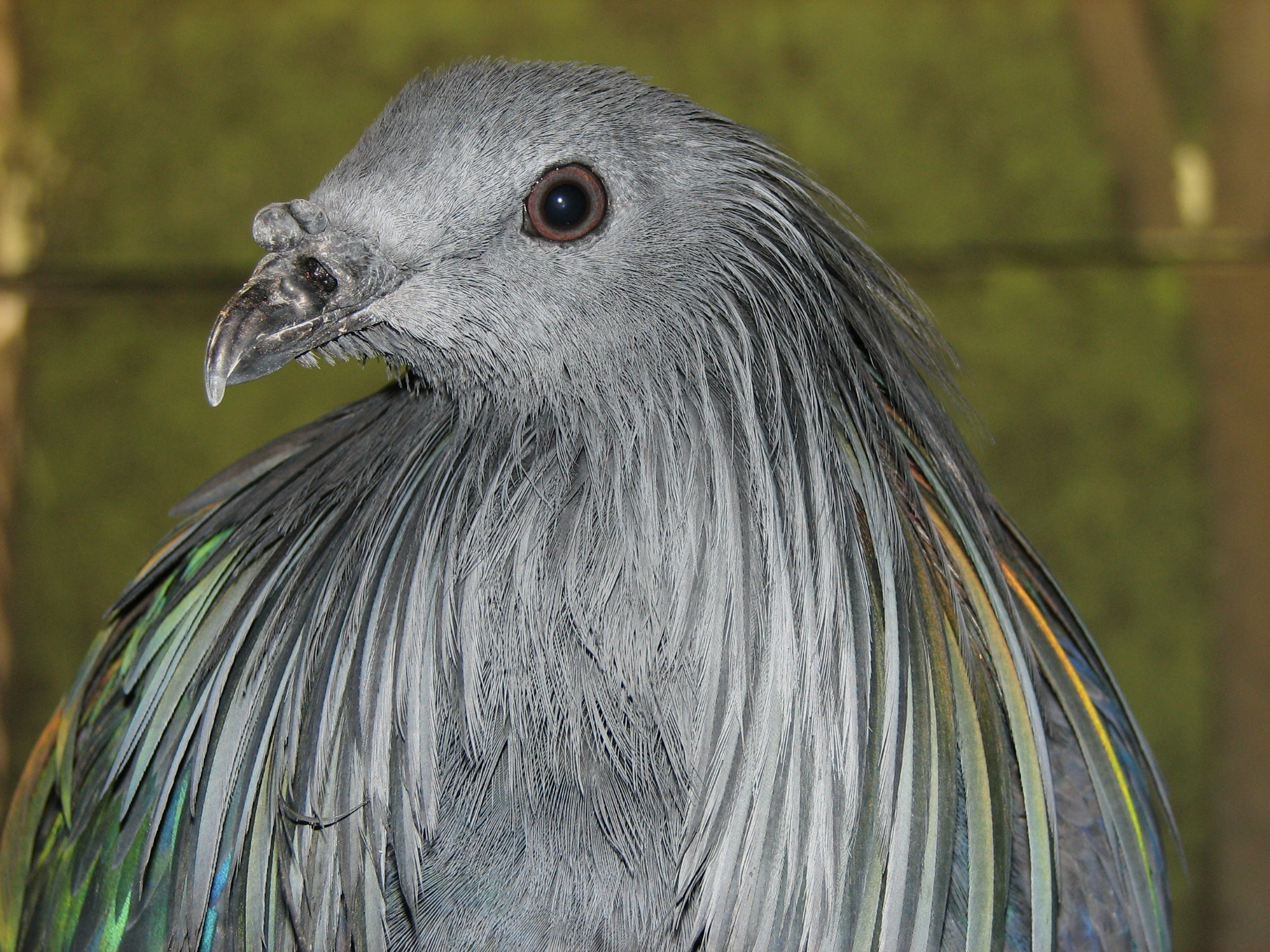